# Roger Mudd
Roger Harrison Mudd (* 9. Februar 1928 in Washington, D.C.; † 9. März 2021 in McLean, Virginia) war ein US-amerikanischer Fernsehmoderator, Journalist und Nachrichtensprecher.

## Leben
Mudd studierte an der Washington and Lee University und der University of North Carolina. Nach dem Ende seines Studiums war er als Reporter für The Richmond News Leader in Richmond, Virginia, und für den Radiosender WRNL tätig. In den späten 1950er zog er nach Washington D.C. und war dort für die Sendung WTOP News tätig. Ab Mai 1961 arbeitete er für die Nachrichtensendung CBS News. Mudds Interview im Jahr 1979 mit Senator Ted Kennedy, der an einer demokratischen Präsidentschaftskandidatur im Folgejahr interessiert war, machte Schlagzeilen, da er dem Senator simple Fragen stellte, die dieser jedoch kaum beantworten konnte. Auf die Frage, warum genau er Präsident werden sollte, antwortete Kennedy zuerst ebenfalls nicht. Er trat daraufhin nicht mehr an und wurde auch später nicht mehr zu einem Präsidentschaftskandidaten.
1980 wechselte Mudd zu NBC und war Moderator der NBC News. Über 10 Jahre war Mudd außerdem Moderator beim Fernsehsender The History Channel. Von 1987 bis 1992 war er als politischer Korrespondent für die MacNeil–Lehrer Newshour auf dem Fernsehsender PBS tätig. Mudd war mit E. J. Spears, die 2001 verstarb, verheiratet und hatte mit ihr vier Kinder.
Am 9. März 2021 verstarb Mudd im Alter von 93 Jahren durch Nierenversagen in seiner Heimstätte in Virginia.

## WTOP-Nachrichten

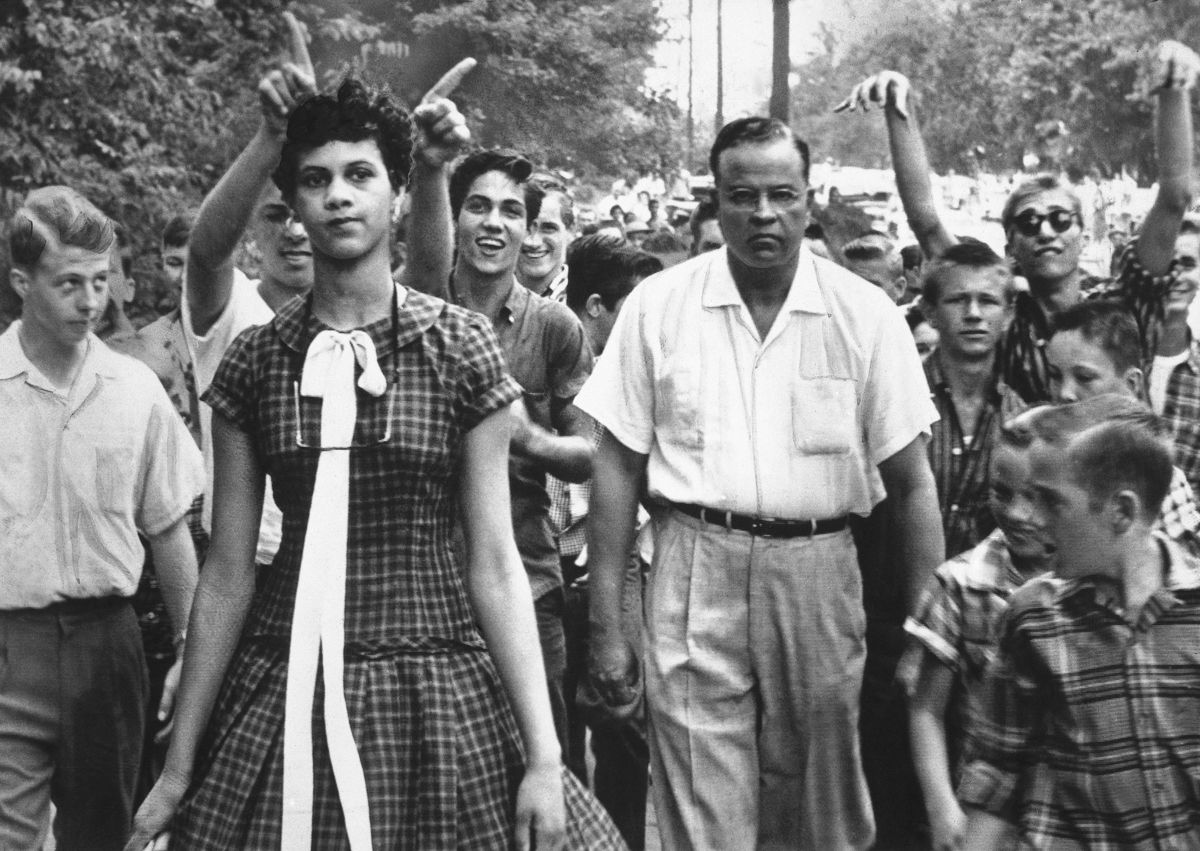
Dorothy Counts geht an ihrem ersten Tag unter dem Spott anderer Schüler zur Schule. (Foto von Douglas Martin, Gewinner des Weltpressefotos des Jahres 1958)

n den späten 1950er Jahren zog Mudd nach Washington, D.C., um Reporter bei WTOP News zu werden, der Nachrichtenabteilung der Radio- und Fernsehsender der Washington Post-Newsweek. Obwohl WTOP News eine lokale Nachrichtenabteilung war, berichtete sie auch über nationale Geschichten. Zunächst war Mudd für die Nachrichtensendung um 6 Uhr morgens für WTOP verantwortlich und für lokale Nachrichtenbeiträge in der lokalen Fernsehsendung Potomac Panorama.
Im Herbst 1956 moderierte Mudd die erste Nachrichtensendung, die er schrieb: WTOPs 18:00 Uhr. Nachrichtensendung, die einen wöchentlichen Kommentar enthielt, alles ohne „die Einschränkungen des Vokabulars des Nachrichtendienstes“. Mudd produzierte im Sommer 1957 eine halbstündige Fernsehdokumentation, in der er sich für die Notwendigkeit eines dritten Flughafens in der Metropolregion Baltimore-Washington einsetzte. 
Im September desselben Jahres führte Mudd sein erstes Live-TV-Studiointerview. Das Interview wurde mit Dorothy Counts geführt, einer schwarzen Teenagerin, die an ihrer ansonsten rein weißen Highschool in Charlotte, North Carolina, rassistischen Belästigungen ausgesetzt war. Dann, im März 1959, ersetzte WTOP Don Richards für seine 23-Uhr-Show durch Mudd. Nachrichtensendung.

## CBS-Nachrichten
CBS News befand sich im dritten Stock der WTOP-Studios in 40th und Brandywine im Nordwesten von Washington, D.C. CBS News wurde schnell auf Mudd aufmerksam und zog am 31. Mai 1961 „nach unten“, um dem Washingtoner Büro beizutreten. Die meiste Zeit seiner Karriere bei CBS war Mudd Kongresskorrespondent. Mudd war auch der Moderator der Samstagsausgabe der CBS Evening News und vertrat häufig die Sendungen unter der Woche und in der Woche, wenn die regulären Moderatoren Douglas Edwards und Walter Cronkite im Urlaub waren oder an besonderen Aufgaben arbeiteten. Während der Bürgerrechtsbewegung moderierte Mudd am 28. August 1963 die Berichterstattung über den „Marsch auf Washington für Arbeit und Freiheit“ für CBS.
Am 13. November 1963 strahlte CBS-TV den Dokumentarfilm „Case History of a Rumor“ aus, in dem Mudd den Abgeordneten James Utt, einen Republikaner aus Santa Ana, Kalifornien, zu einem Gerücht interviewte, das Utt über Afrikaner verbreitete, die angeblich mit den Vereinigten Staaten zusammenarbeiteten Nationen übernehmen die Vereinigten Staaten. Utt verklagte CBS-TV vor dem US-Bundesgericht wegen Verleumdung, das Gericht wies den Fall jedoch ab.
Im Jahr 1964 wurde Mudd landesweit bekannt, weil er über den zweimonatigen Filibuster des Civil Rights Act von 1964 berichtete, der Ende März begann.
Mudd berichtete auch über zahlreiche politische Kampagnen. Er wurde mit dem CBS-Journalisten Robert Trout für die Moderatorenkabine des Democratic National Convention im August 1964 gepaart und verdrängte vorübergehend Walter Cronkite, in einem erfolglosen Versuch, mit dem beliebten NBC-Moderatorenteam Chet Huntley–David Brinkley mitzuhalten. Mudd berichtete über den Präsidentschaftswahlkampf des US-Senators Robert F. Kennedy im Jahr 1968 und interviewte ihn im Ambassador Hotel in Los Angeles, nur wenige Minuten bevor Kennedy am 5. Juni 1968 ermordet wurde.
Mudd moderierte 1971 den bahnbrechenden Dokumentarfilm The Selling of the Pentagon. Er gewann Emmys für die Berichterstattung über die Erschießung von Gouverneur George Wallace von Alabama im Jahr 1972 und den Rücktritt von Vizepräsident Spiro T. Agnew im Jahr 1973 sowie zwei weitere für CBS-Specials zum Watergate-Skandal. Im Jahr 1981 war er Kandidat für die Nachfolge von Walter Cronkite als Moderator der CBS Evening News. Trotz erheblicher Unterstützung für Mudd in den Reihen von CBS News und einem Angebot, gemeinsam mit Dan Rather zu moderieren, übergab das Netzwerkmanagement die Position an Rather, nachdem der langjährige Korrespondent des Weißen Hauses und 60 Minutes gedroht hatte, den Sender für ABC News zu verlassen.

## Werke (Auswahl)
- The Place to Be: Washington, CBS, and the Glory Days of Television News, 2008

## Preise und Auszeichnungen (Auswahl)
- Peabody Award
- Joan Shorenstein Award
- Fünf Emmy Awards

## Belege
1. 1 2  Matt Schudel: Roger Mudd, probing TV journalist and network news anchor, dies at 93. In: Washington Post. ISSN 0190-8286 (washingtonpost.com [abgerufen am 9. März 2021]).
2. ↑  Roger Mudd, longtime network TV newsman, dies at 93. 20. April 2021, abgerufen am 10. Juni 2023 (englisch).
3. 1 2 3 4  Roger Mudd: The Place to Be: Washington, CBS, and the Glory Days of Television News. PublicAffairs, 2009, ISBN 978-1-58648-655-6 (google.no [abgerufen am 10. Juni 2023]).
4. ↑  Roger Mudd: The Place to Be: Washington, CBS, and the Glory Days of Television News. PublicAffairs, 2009, ISBN 978-1-58648-655-6 (google.no [abgerufen am 10. Juni 2023]).
5. 1 2  Matt Schudel: Roger Mudd, probing TV journalist and network news anchor, dies at 93. In: washingtonpost.com. Matt Schudel, 9. März 2021, abgerufen am 9. März 2021.
6. 1 2 3 4  The Place to Be. 2017, ISBN 978-1-58648-655-6 (hachettebookgroup.com [abgerufen am 10. Juni 2023]).
7. ↑  Yahoo er et varemerke fra Yahoo-familien. Abgerufen am 10. Juni 2023.
8. ↑  Robert D. McFadden: Roger Mudd, Anchorman Who Stumped a Kennedy, Is Dead at 93. In: The New York Times. 9. März 2021, ISSN 0362-4331 (nytimes.com [abgerufen am 10. Juni 2023]).
9. ↑  Roger Mudd's Revenge. 27. April 2008, abgerufen am 10. Juni 2023 (englisch).
10. ↑  Longtime Television Journalist Roger Mudd Dead at 93. Abgerufen am 10. Juni 2023 (englisch).

| Personendaten    | Personendaten                             |
| ---------------- | ----------------------------------------- |
| NAME             | Mudd, Roger                               |
| ALTERNATIVNAMEN  | Mudd, Roger Harrison (vollständiger Name) |
| KURZBESCHREIBUNG | US-amerikanischer Journalist              |
| GEBURTSDATUM     | 9. Februar 1928                           |
| GEBURTSORT       | Washington, D.C.                          |
| STERBEDATUM      | 9. März 2021                              |
| STERBEORT        | McLean, Virginia                          |